# Арсуа (комарка)
Арсуа (исп. Arzúa,  галис. Arzúa)  — район (комарка) в Испании, входит в провинцию Ла-Корунья в составе автономного сообщества Галисия.

## Муниципалитеты
1. Арсуа
2. Бойморто
3. Эль-Пино
4. Тоуро